# Eriosyce crispa
Eriosyce crispa ist eine Pflanzenart in der Gattung Eriosyce aus der Familie der Kakteengewächse (Cactaceae). Das Artepitheton crispa stammt aus dem Lateinischen, bedeutet ‚gekräuselt‘ und verweist auf Bedornung der Art.

## Beschreibung
Eriosyce crispa wächst mit abgeflachten, fast kugelförmigen bis wenig verlängerten, schwärzlich graugrünen Trieben und erreicht Durchmesser von 5 bis 10 Zentimeter. Die Wurzel ist knollig, der Wurzelhals ist manchmal vom Trieb abgesetzt. Es sind zehn bis 16 Rippen vorhanden, die gekerbt oder niedergedrückt sind. Die aufwärts gebogenen, schwarzen bis braunen Dornen sind manchmal verdreht und manchmal haarartig. Die ein bis fünf Mitteldornen sind 2 bis 8 Zentimeter, die sechs bis 14 Randdornen 1,5 bis 5 Zentimeter lang.
Die trichterförmigen, weißen Blüten besitzen einen roten Mittelstreifen und erscheinen an jungen Areolen. Sie sind 3,5 bis 5 Zentimeter lang und weisen einen ebensolchen Durchmesser auf. Ihr Perikarpell und die Blütenröhre sind mit Schuppen, Wolle und weißen Borsten besetzt. Die rötlichen, etwas verlängerten Früchte öffnen sich mit einer basalen Pore.

## Verbreitung, Systematik und Gefährdung
Eriosyce crispa ist in der chilenischen Region Atacama in küstennahen Gebieten verbreitet.
Die Erstbeschreibung als Pyrrhocactus crispus erfolgte 1959 durch Friedrich Ritter. Fred Kattermann stellte die Art 1994 in die Gattung Eriosyce. Weitere nomenklatorische Synonyme sind Horridocactus crispus (F.Ritter) Backeb. (1962), Neoporteria crispa (F.Ritter) Donald & G.D.Rowley (1966) und Neoporteria vallenarensis var. crispa (F.Ritter) A.E.Hoffm. (1989, nom. inval.).
Es werden folgende Unterarten unterschieden:
- Eriosyce crispa subsp. crispa
- Eriosyce crispa subsp. totoralensis (F.Ritter) Katt.

In der Roten Liste gefährdeter Arten der IUCN wird die Art als „Endangered (EN)“, d. h. als stark gefährdet geführt.

## Nachweise